# 510
510 (DX) fue un año común comenzado en viernes del calendario juliano, en vigor en aquella fecha.
En el Imperio romano, el año fue nombrado el del consulado de Severino, o menos comúnmente, como el 1263 Ab urbe condita, adquiriendo su denominación como 510 al establecerse el anno Domini por el 525.

## Acontecimientos
- El general de los ostrogodos Ibba acude a Arlés, defendida valientemente durante dos años por una exigua guarnición visigoda sin suministros, poniendo en fuga a los sitiadores francos.
- Supremacía ostrogoda en Hispania.[1] Teodorico, el Amalo, ostrogodo, sucede a Gesaleico en el control de la Hispania visigoda, ya que actúa como regente de su nieto Amalarico.

## Fallecimientos
- Gesaleico, rey de los visigodos.